# 미타 히카루
미타 히카루(일본어: 三田 光, 1981년 8월 1일 ~ )는 일본의 전 축구 선수이다.

## 구단 경력
과거 FC 도쿄, 알비렉스 니가타, 베갈타 센다이, 쇼난 벨마레, 도쿠시마 보르티스, FC 기후에서 활동하였다.

## 국가대표팀 경력
그는 2002년 아시안 게임에 참가할 일본 U-23 국가대표팀에 발탁되었으며, 은메달 획득에 기여했다.